# Strängnäs stift
Strängnäs stift (latin: Dioecesis Strengnensis) är ett stift inom Svenska kyrkan. Biskopssätet bildades omkring år 1100, och omnämns i Florenslängden upprättad 1103.

## Historik

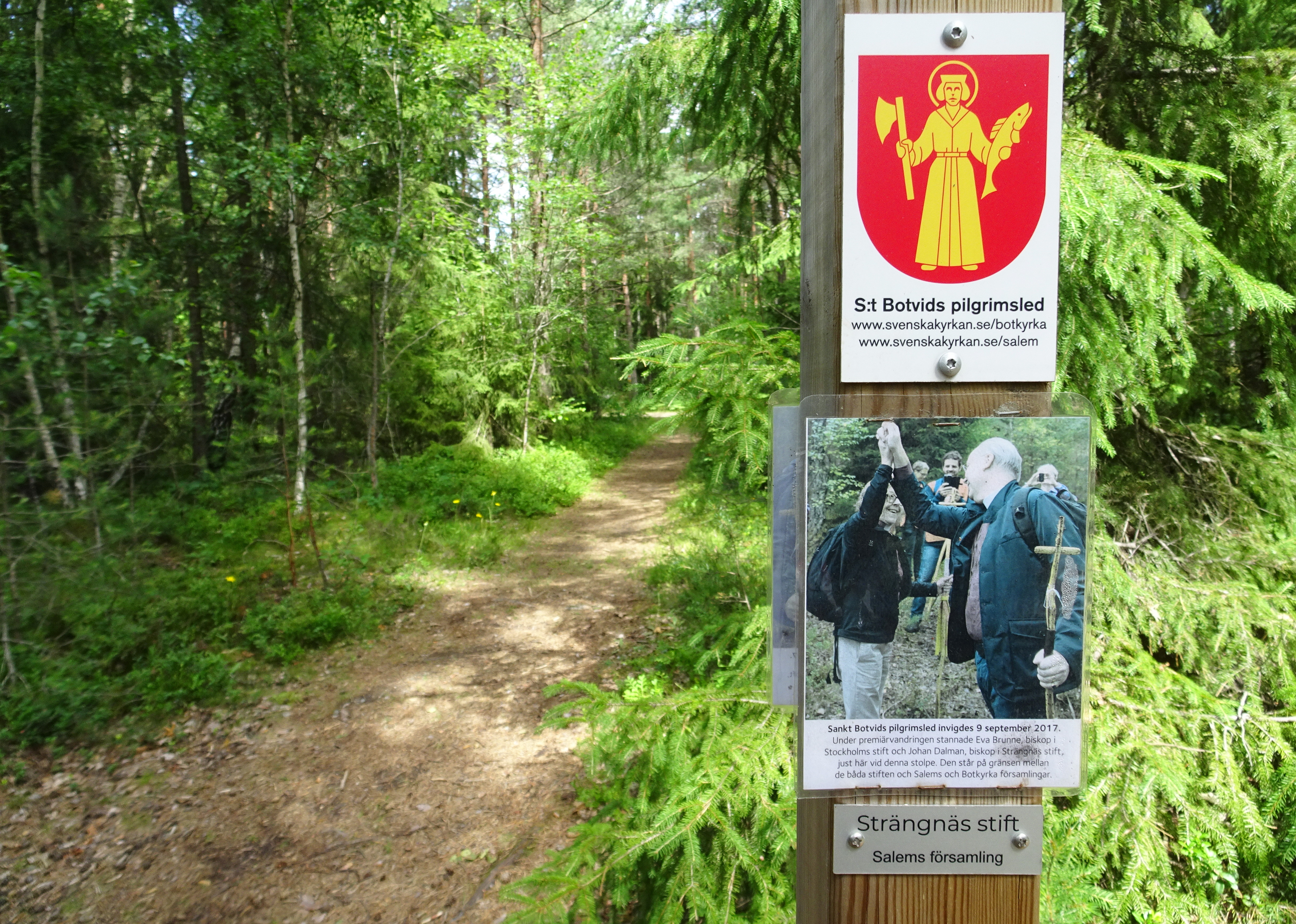
Gränsmarkering mellan Strängnäs stift och Stockholms stift på Sankt Botvids pilgrimsled med bild från invigningen 2017.

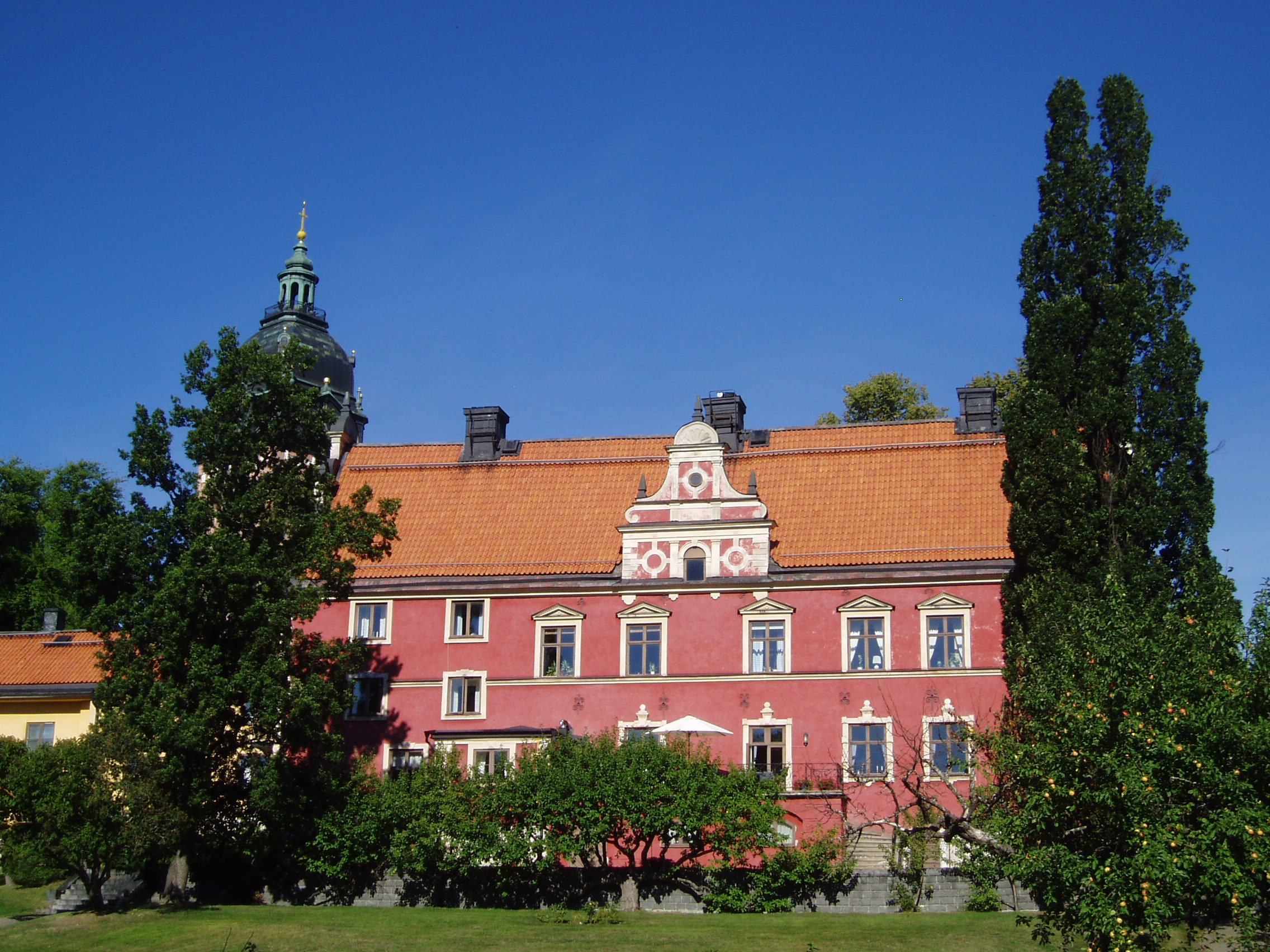
Biskopsgården i Strängnäs.

Stiftet grundades av Sankt Eskil, en missionär som gett sitt namn till Eskilstuna. Eskil mördades under sin verksamhet i Strängnäs, vilket gjorde att stiftet efter hans martyrdöd flyttades dit. Strängnäs blev därmed rörelsens andliga stiftsstad med domkyrkan i sitt centrum. Stiftet har åtta kontrakt, 10 pastorat (som består av sammanlagt 33 församlingar) och 39 församlingar (2021).

## Allmänt
Strängnäs stift omfattar i dag delar av landskapen Närke, Södermanland och Västmanland. Ett område öster om Södertälje tillhör sedan 1942 Stockholms stift, inte heller ingår Nysunds församling i Närke.
Stiftet som andligt sett präglas av tre stora kulturfält har en geografisk sträckning från Mälarens dalgångar till skogsriket Tiveden, och från Kilsbergen i den västra regionen till Östersjön. Därtill har tidigare hela Södertörn ingått, nu endast södra och västra delen. "Världens ände" Trosa tillhör också stiftet liksom litteraturens Wadköping i Örebro.
Strängnäs stift har drygt 373 000 medlemmar. Johan Dalman är sedan 2015 stiftets biskop.
I stiftets vapen ingår skyddspatronerna Petrus och Paulus attribut. Nyckeln symboliserar de nycklar till himmelrikets port som Petrus tog emot av Jesus, medan svärdet står för Paulus dramatiska död. Han avrättades med ett svärd år 67.

## Kontrakt
- Domprosteriet
- Oppunda och Villåttinge kontrakt
- Nyköpings kontrakt
- Södertälje kontrakt
- Rekarne kontrakt
- Norra Närkes kontrakt
- Södra Närkes kontrakt
- Nynäs kontrakt